# Jamshid Barzegar

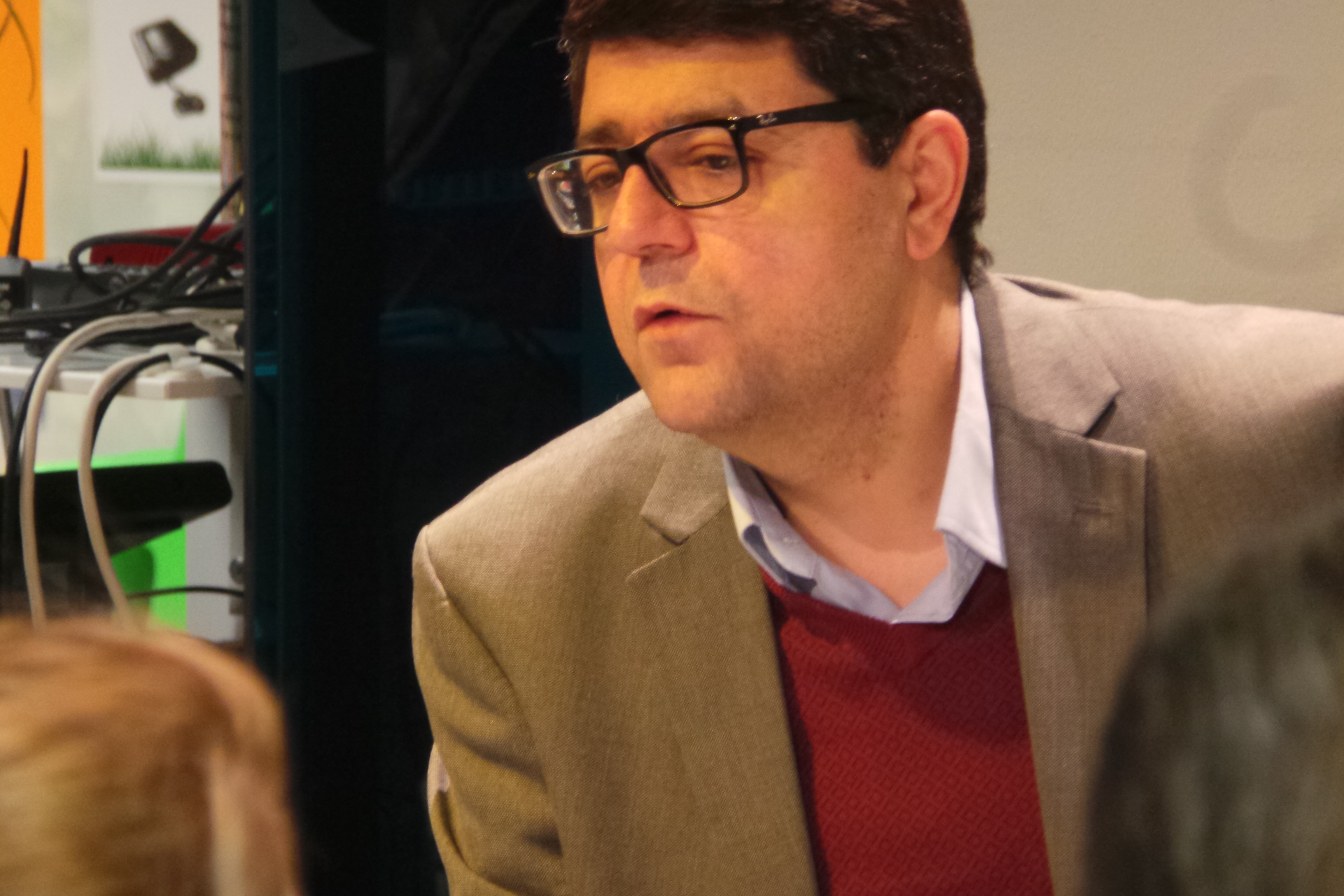
Jamshid Barzegar, 2017

Jamshid Barzegar (geboren am 20. August 1971 in Hamedan, Iran) ist der
Leiter der Farsi-Redaktion der Deutschen Welle und ein iranischer Dichter, Schriftsteller und Journalist. Die journalistische Tätigkeit übt er seit 1991 aus, sein erstes Buch erschien im Jahr 1994. Seine letzte berufliche Position in Iran war die des Chefredakteurs der Zeitung „Hambastegi“.
Er hat vier Gedichtbände, Dutzende Erzählungen und Literaturkritiken sowie Hunderte Artikel und Politikanalysen veröffentlicht. Ebenso hat er sieben Dokumentarfilme über Leben und dichterisches Werk zeitgenössischer iranischer Dichter gedreht. Er ist der Bruder des bekannten iranischen Regisseurs und Produzenten Majid Barzegar. Seit Jan 2018 arbeitet er als Farsi-Redaktionsleiter bei der Deutschen Welle.

## Studium
Ab 1990 studierte Barzegar Politikwissenschaften an der Rechts- und Politikwissenschaftlichen Fakultät der Universität Teheran. 1994 bestand er die landesweite Aufnahmeprüfung für die Zulassung zum Masterstudium als Jahrgangsbester und schloss sein Studium im Jahr 1997 mit der Verteidigung seiner Abschlussarbeit mit dem Titel „Die mangelnde Vergesellschaftung der Politik und die Entstehung organisierten, bewaffneten Widerstands in Iran; eine Betrachtung in Soziologie des Guerrilla-Widerstands“ ab. Im Jahr 2002 wurde er zur Promotion im Fach Politikwissenschaften an der Universität Wien zugelassen.

## Journalismus
Von 1991 bis 2001 arbeitete Barzegar als Redakteur, Reporter, Chef vom Dienst und Chefredakteur für verschiedene Tageszeitungen und Verlage, u. a. für „Iran“, „Gozaresh-e Ruz“, „Entekhab“, „Hambastegi“, „Takapou“, „Me‘yar“ und „Karnameh“. Nachdem er 2001 Iran verlassen hatte, begann er als politischer Analytiker mit Themenschwerpunkt Iran für die persischsprachige Redaktion der BBC zu arbeiten. Im Jahr 2008 ging er als Onlinechef von „Radio Farda“ nach Prag. In dieser Funktion entwarf und implementierte er die neue Nachrichtenwebseite. 2010 kehrte er als Onlinechef von BBC Farsi nach England zurück. Seit 2014 ist er der verantwortliche Iranexperte bei BBC Farsi. Im Laufe seiner Tätigkeit als Journalist hat Barzegar hunderte Artikel und Politanalysen verfasst, sieben Dokumentarfilme gedreht und zahlreiche große Interviews, u. a. mit Simin Behbahani, Mahmoud Dowlatabadi, Siavash Kasrai, Mohammad-Ali Sepanlou, Esmail Khoi, Javad Mojabi und Shams Langeroodi, geführt.